# Frans Malherbe
Jozua François Malherbe, detto Frans (Paarl, 14 marzo 1991), è un rugbista a 15 sudafricano, pilone degli Stormers in United Rugby Championship e campione del mondo nel 2019 e nel 2023 con il Sudafrica.

## Biografia
In età scolastica capitano della squadra di rugby del suo istituto, il Paarl Boys' High, entrò nel 2011 nella formazione del Western Province, debuttando la stagione successiva in Super Rugby per la franchise collegata, gli Stormers.
Presente in tutta la stagione 2012, subì nel 2013 un infortunio che lo tenne lontano dai campi per quasi sei mesi e che fece slittare il suo esordio internazionale negli Springbok che avvenne altresì a novembre durante il tour di fine anno a Cardiff contro il Galles.
Impiegato saltuariamente in Nazionale nel biennio successivo, fece tuttavia parte della squadra che disputò la Coppa del Mondo di rugby 2015 in Inghilterra riportando il terzo posto finale.

## Palmarès
- Coppe del mondo: 2
Sudafrica: 2019, 2023
- United Rugby Championship: 1
Stormers 2021-22
- Currie Cup: 2
Western Province: 2012, 2014